# 1968–1969-es kupagyőztesek Európa-kupája
A KEK 1968–1969-es szezonja volt a kupa kilencedik kiírása. A győztes a csehszlovák ŠK Slovan Bratislava lett, miután a döntőben meglepetésre 3–2-re legyőzte az FC Barcelona csapatát.

## Első forduló
| 1. csapat                | Össz.        | 2. csapat               | 1. mérk. | 2. mérk. |
| ------------------------ | ------------ | ----------------------- | -------- | -------- |
| Dunfermline Athletic FC  | 12–1         | APÓEL                   | 10–1     | 2–0      |
| Olimbiakósz              | 4–0          | KR Reykjavík            | 2–0      | 2–0      |
| Dinamo Bucureşti         | Játék nélkül | Győri Vasas ETO         | –        | –        |
| Club Brugge              | 3–3 (ig.)    | West Bromwich Albion FC | 3–1      | 0–2      |
| FK Partizani             | 2–3          | Torino Calcio           | 1–0      | 1–3      |
| Szpartak Szófia          | visszaléptek | 1. FC Union Berlin      | –        | –        |
| Cardiff City FC          | 3–4          | FC Porto                | 2–2      | 1–2      |
| Slovan Bratislava        | 3–2          | FK Bor                  | 3–0      | 0–2      |
| ADO Den Haag             | 6–1          | Grazer AK               | 4–1      | 2–0      |
| FC Girondins de Bordeaux | 2–4          | 1. FC Köln              | 2–1      | 0–3      |
| Randers Freja            | 3–1          | Shamrock Rovers         | 1–0      | 2–1      |
| US Rumelange             | 2–2 (ig.)    | Sliema Wanderers FC     | 2–1      | 0–1      |
| Lugano                   | 0–4          | FC Barcelona            | 0–1      | 0–3      |
| Górnik Zabrze            | visszaléptek | FK Gyinamo Moszkva      | –        | –        |
| Altay SK                 | 4–5          | Lyn Fotball             | 3–1      | 1–4      |
| Crusaders FC             | 3–6          | IFK Norrköping          | 2–2      | 1–4      |

## Második forduló
| 1. csapat               | Össz.    | 2. csapat               | 1. mérk. | 2. mérk. |
| ----------------------- | -------- | ----------------------- | -------- | -------- |
| Dunfermline Athletic FC | 4–3      | Olimbiakósz             | 4–0      | 0–3      |
| Dinamo Bucureşti        | 1–5      | West Bromwich Albion FC | 1–1      | 0–4      |
| Torino Calcio           | Erőnyerő |                         |          |          |
| FC Porto                | 1–4      | Slovan Bratislava       | 1–0      | 0–4      |
| ADO Den Haag            | 0–4      | 1. FC Köln              | 0–1      | 0–3      |
| Randers Freja           | 8–0      | Sliema Wanderers FC     | 6–0      | 2–0      |
| FC Barcelona            | Erőnyerő |                         |          |          |
| Lyn Fotball             | 4–3      | IFK Norrköping          | 2–0      | 2–3      |

## Negyeddöntő
| 1. csapat               | Össz. | 2. csapat               | 1. mérk. | 2. mérk. |
| ----------------------- | ----- | ----------------------- | -------- | -------- |
| Dunfermline Athletic FC | 1–0   | West Bromwich Albion FC | 0–0      | 1–0      |
| Torino Calcio           | 1–3   | ŠK Slovan Bratislava    | 0–1      | 1–2      |
| 1. FC Köln              | 5–1   | Randers Freja           | 2–1      | 3–0      |
| FC Barcelona            | 5–4   | Lyn Fotball             | 3–2      | 2–2      |

## Elődöntő
| 1. csapat               | Össz. | 2. csapat            | 1. mérk. | 2. mérk. |
| ----------------------- | ----- | -------------------- | -------- | -------- |
| Dunfermline Athletic FC | 1–2   | ŠK Slovan Bratislava | 1–1      | 0–1      |
| 1. FC Köln              | 3–6   | FC Barcelona         | 2–2      | 1–4      |

## Döntő
| 1969. május 21. 19:00 |

| Slovan Bratislava                       | 3–2   | Barcelona             |
| --------------------------------------- | ----- | --------------------- |
| Cvetler 2' Hrivnák 30' Ján Čapkovič 42' | (3–1) | Zaldúa 16' Rexach 52' |

| St. Jakob-Stadion, Bázel Nézőszám: 19 478 Játékvezető: Laurens Van Ravens (holland) |

| Az 1968–1969-es kupagyőztesek Európa-kupája győztese |
| ---------------------------------------------------- |
| ŠK Slovan Bratislava 1. cím                          |

## Lásd még
- 1968–1969-es bajnokcsapatok Európa-kupája
- 1968–1969-es vásárvárosok kupája